# 丘斯維爾 (馬里蘭州)
丘斯維爾（英語：Chewsville）是位於美國馬里蘭州華盛頓縣的一個普查規定居民點。

## 人口
根據2020年美國人口普查的數據，丘斯維爾的面積為2.16平方千米，當中陸地面積為2.16平方千米，而水域面積為0.00平方千米。當地共有人口261人，而人口密度為每平方千米120.83人。